# Loxodera
Loxodera là một chi thực vật có hoa trong họ Hòa thảo (Poaceae).

## Loài
Chi Loxodera gồm các loài: